# Łuczek
Łuczek (również Potok Gliczarowski) – kanał płynący w gminie Baranów Sandomierski; dopływ Trześniówki.
Kanał wypływa z południowo-wschodniej części Knapów, a do Trześniówki wpada w okolicy Ślęzaków. Jednym z dopływów Łuczka jest Knapski Rów.